# Mixophyes
Mixophyes es un género de ranas de la familia Myobatrachidae que se encuentra en Australia y Nueva Guinea. 

## Especies
- Mixophyes australis Mahony, Bertozzi, Guzinski, Hines & Donnellan, 2023.[1]
- Mixophyes balbus (Straughan, 1968).
- Mixophyes carbinensis (Mahony, Donnellan, Richards et al., 2006).
- Mixophyes coggeri (Mahony, Donnellan, Richards et al., 2006).
- Mixophyes fasciolatus (Günther, 1864).
- Mixophyes fleayi (Curvan e Ingram, 1987).
- Mixophyes hihihorlo (Donnellan, Mahony & Davies, 1990).
- Mixophyes iteratus (Straughan, 1968).
- Mixophyes schevilli (Loveridge, 1933).